# Isopterygium pygmaeocarpum
Isopterygium pygmaeocarpum är en bladmossart som beskrevs av Brotherus 1908. Isopterygium pygmaeocarpum ingår i släktet Isopterygium och familjen Hypnaceae. Inga underarter finns listade i Catalogue of Life.